# (139775) 2001 QG298
(139775) 2001 QG298, também escrito como (139775) 2001 QG298, é um objeto transnetuniano que está localizado no cinturão de Kuiper, uma região do Sistema Solar. Este corpo celeste é classificado como plutino, ou seja, o mesmo está em uma ressonância orbital de 2:3 com o planeta Netuno. O mesmo possui uma magnitude absoluta de 7,2 e tem um diâmetro com cerca de 135 km. Este objeto é um sistema binário, o outro componente, o S/2004 (139775) 1, possui um diâmetro estimado em cerca de 117 km.

## Descoberta
(139775) 2001 QG298 foi descoberto no dia 19 de agosto de 2001 por Marc W. Buie.

## Órbita
A órbita de (139775) 2001 QG298 tem uma excentricidade de 0,189, possui um semieixo maior de 39,174 UA e um período orbital de 245,43 anos. O seu periélio leva o mesmo a uma distância de 31,755 UA em relação ao Sol e seu afélio a 46,593 UA.